# Spoetnik 7
Spoetnik 7 (Russisch: Срутник 7 of Тяжелый Спутник 4, Tijazhelij Spoetnik 4, Zware satelliet), was een Russische onbemande ruimtevlucht naar Venus uit 1961. Het vormde de eerste poging van de Sovjet-Unie om deze planeet te bereiken. Tevens was het de eerste poging om een ruimtevaartuig uit een parkeerbaan weg te schieten. Het land was toentertijd in een felle ruimterace met de VS verwikkeld. Beide supermachten poogden als eerste Mars of Venus te bereiken om hun prestige te vergroten. De twee landen spendeerden daarom zeer forse bedragen aan ruimtevaart.

## Voorbereiding en vluchtverloop

### Nieuwe lanceerraket, eerste lanceervensters
De Russen ontwikkelden rond 1960 een nieuwe draagraket. Met de A-2-e Molniya kwamen zowel Venus als Mars binnen bereik van de wetenschap. Voor politici aan beide kanten was dit echter bijzaak. Het ging er vooral om de tegenpartij te snel af te zijn.
Het is niet op ieder willekeurig tijdstip mogelijk om een sonde op weg te sturen. Dit kan alleen tijdens periodes waarin de planeten een bepaalde positie ten opzichte van elkaar innemen, de zogenaamde lanceervensters. In oktober 1960 mislukten twee Russische Marsvluchten: beide raketten vielen voortijdig terug naar de Aarde. De Sovjets lieten zich hierdoor echter niet uit het veld slaan en werkten gestaag door aan twee Venusverkenners. Het lanceervenster voor vluchten naar Venus was in februari 1961.

### Missiedoel bijgesteld
Het doel dat men oorspronkelijk voor ogen had was een sonde die beelden van het Venusoppervlak overseinde tijdens de afdaling. Dit bleek een te grote technische uitdaging binnen de beschikbare tijd; de ambities werden daarom bijgesteld. Spoetnik 7 zou slechts atmosferische gegevens doorzenden. Het vaartuig van het type 1VA was een aangepaste versie van de 1M Marsverkenner.

### Opbouw
De sonde moest samen met de laatste trap uit een parkeerbaan worden weggeschoten naar zijn doel. De combinatie had samen een massa van 6483 kg, waarvan Spoetnik 7 645 kg in beslag nam. Veel nuttige lading voerde het toestel niet mee. De weinige instrumenten bestonden uit een variometer, een magnetometer en meters voor het opsporen van geladen deeltjes. Daarnaast voerde Spoetnik 7 een kleine bol met gedenktekens en medaillons mee.

### Vluchtverloop
Spoetnik 7 werd gelanceerd op 4 februari 1961 met een A-2-e Molniya draagraket vanaf Tjoeratam te Bajkonoer. De eerste drie trappen functioneerden zonder problemen en brachten Spoetnik 7 in een baan met een hoogste punt van 318 km, een laagste punt van 212 km en een inclinatie van 64,95°. De omlooptijd bedroeg 89,8 minuten bij een excentriciteit van 0,00797.
Vervolgens liep het mis. De vierde trap ontbrandde niet en de sonde bleef in een parkeerbaan steken. Door de lage hoogte duurde deze vlucht niet lang. Na 22 dagen viel Spoetnik 7 op 26 februari 1961 terug in de dampkring en verbrandde.

## Nasleep

### Oorzaak van mislukking
Er stond behoorlijk druk op de ketel om snel de oorzaak te vinden. Er stond immers nog een lancering op stapel. Een ziedende Koroljov gaf te verstaan dat de schuldigen "over de spoorrails terug naar Moskou konden lopen". De technici verantwoordelijk voor de telemetrie brachten uitkomst. Zij gaven aan dat een bepaald onderdeel, de PT-200 omvormer, op het cruciale ogenblik niet functioneerde. Hierdoor vond de ontsteking van de vierde trap nooit plaats. De gegevens van het volgstation op Kamtsjatka waren helder: dit simpele defect ruïneerde de missie. Tijdens een haastig ingelaste vergadering bleek een montagefout de schuldige. De ontwerper van de PT-200 vroeg op welke locatie het onderdeel was gemonteerd. Het ding in kwestie bleek op het frame tussen twee rakettrappen te zijn aangebracht. Hierop schreeuwde hij razend: "Waar denk je dat je mee bezig was ? Dit onderdeel is niet ontworpen op gebruik in een vacuüm...Ik heb geen toestemming gegeven om dit onderdeel in een vacuüm te gebruiken".
Het gewraakte onderdeel werd in een onder druk staande behuizing geplaatst voor de tweede sonde (Venera 1).

### Onduidelijkheid over vlucht
In het Westen heerste grote onduidelijkheid over wat de Sovjet-Unie met Spoetnik 7 beoogde. Dit kwam het land goed uit, want het peinsde er niet over toe te geven dat haar Venusvlucht eindigde in een groot fiasco. Sovjetpersbureau TASS gaf daarop een nietszeggend perscommuniqué uit: "Een zware Sovjet kunstmaan bevindt zich in een baan om de Aarde. Hij weegt 6483 kg. ... De beoogde wetenschappelijke en technische missiedoelen zijn behaald". In eerste instantie ging het Westen ervan uit, dat het een mislukte bemande vlucht betrof. Dit werd mede ingegeven door het hoge gewicht. Later nam men aan dat het hier een proefvlucht betrof, een test om een sonde weg te schieten uit een parkeerbaan.

### Medaillon geborgen
In de zomer van 1963 kreeg Koroljov een pakketje overhandigd. Tot zijn stomme verbazing bevatte het een medaillon en de restanten van het omhulsel van Spoetnik 7. Een jongeman die in een zijrivier van de Birjoesa zwom bezeerde zijn voet aan een stuk ijzer. In plaats van het stuk schroot in dieper water te gooien, dook hij het op en toonde het aan zijn vader. Die toonde belangstelling voor de vreemde en gedeukte metalen bol. Hij opende deze en ontdekte een medaille. Daarop overhandigde hij deze aan de plaatselijke politie, die het op zijn beurt naar de KGB stuurde. Die stuurde het prompt naar Moskou, waarna het naar Koroljov werd gezonden. Maar in deze tijd van Koude Oorlog kreeg zelfs de chef-ontwerper niet te horen, waar het ding was gevonden. Iedereen ging ervan uit, dat de overblijfselen van Spoetnik 7 in de oceaan terechtkwamen, maar nu bleek het Siberië te zijn. Dit onderdeel was ontworpen om tegen de zware omstandigheden in de Venusiaanse atmosfeer bestand te zijn. Dat was de reden dat het de terugkeer in de dampkring en de enorme klap bij het neerkomen overleefde.